# Bahnhof Böckstein
Der Bahnhof Böckstein ist eine Verkehrsstation der ÖBB an der Tauernbahn in der Gemeinde Bad Gastein im Land Salzburg und wird heute planmäßig ausschließlich von Zügen der Tauernschleuse aus und nach Mallnitz-Obervellach bedient.

## Lage
Der Bahnhof liegt im Talschluss des Gasteinertals, 1½ Kilometer südöstlich des Ortes Böckstein im Anlauftal, und ist Kern der Ansiedlung in diesem alpinen Tälchen. Der Tauerntunnel unterquert hier im Radhausbergmassiv den Alpenhauptkamm nach Kärnten bei Mallnitz im Mölltal. Das Nordportal des Tunnels befindet sich unmittelbar hinter dem Bahnhof.

## Architektur
Der Bahnhof wurde 1905 im Zuge des Tauerntunnel erbaut. Das Aufnahmegebäude ist ein klassischer gründerzeitlicher Mittelrisalitbau in sichtigem Naturstein mit Krüppelwalmdach. Es ist mit sezessionistischem Dekor ausgestattet und steht unter Denkmalschutz.

## Heutige Verwendung
Der Bahnhof ist heute Verladepunkt der zwischen Böckstein und Mallnitz-Obervellach situierten ÖBB-Tauernschleuse, der einzigen Straßen-Alpentransversale zwischen Tauern-Autobahn (A10) bei Radstadt im Ennspongau und der Großglockner-Hochalpenstraße bei Zell am See im Pinzgau.
Von 6:20 bis 23:20 Uhr fährt täglich ein Zug pro Stunde und Richtung mit Autotransportwagen und einem Doppelstock-Steuerwagen sowie von Frühling bis Herbst auch mit einem Radtransportwagen ab. Bei jeder Fahrt können ca. 30 Kraftfahrzeuge, bis zu 150 Fahrräder und zahlreiche Personen transportiert werden. Der Doppelstock-Steuerwagen dient zum Befördern der Personen, sowohl mit als auch ohne Auto oder Fahrrad. 
Die Tauernschleuse ist auf diesem Gebiet abgesehen von Wanderwegen die einzige Möglichkeit, die Alpen zu durchqueren.
Andere Züge halten seit Einstellung des Regionalverkehrs im Gasteinertal planmäßig nicht mehr hier. Bei Bauarbeiten auf der Nordrampe der Tauernbahn dient der Bahnhof jedoch immer wieder als Umsteigestelle zwischen Fernzügen und Schienenersatzverkehrsbussen.
Die Linienbushaltestelle vor dem Bahnhof wird planmäßig lediglich morgens und nur werktags bedient, da die regelmäßigen Fahrten nach Böckstein bzw. Sportgastein nicht über den Bahnhof führen. 

## Ausstattung
Der Bahnhof ist mit drei Bahnsteigen ausgestattet, die Bahnsteige 2 und 3 werden von den durchfahrenden Fernverkehrszügen bzw. Güterzügen genutzt. Die Züge der Tauernschleuse fahren von Bahnsteig 1 ab, der an das Bahnhofsgebäude angeschlossen ist. Die Bahnsteige 2 und 3 sind durch eine Treppenunterführung mit dem Bahnsteig 1 verbunden. Im Jahr 2023 wurde zur Erhöhung der Fahrradtransportkapazität der Bahnsteig 1 verlängert und eine Vorstaufläche für Fahrräder errichtet.